# دونا ليفين
دونا ليفين (بالإنجليزية: Donna Levin)‏ (4 سبتمبر 1954، أوكلاند في الولايات المتحدة)؛ روائية أمريكية. درست في جامعة كاليفورنيا.